# 土岐市役所
土岐市役所（ときしやくしょ）は、地方公共団体である岐阜県土岐市の組織が入る施設（役所）。

## 概要
現在の庁舎は2017年（平成29年）10月着工。2019年（平成31年）2月に完成し、3月2日落成記念式典を行った。同年3月18日に業務を開始している。
建物は鉄筋コンクリート造（一部PRC造、鉄骨造）3階建。屋根は瓦葺の切妻屋根。環境負荷低減に配慮したものである。
土岐市役所は、1955年（昭和30年）2月1日に土岐市発足後の2年間は旧・土岐郡駄知町役場を使用する。その後移転し、1966年（昭和41年）11月に現在地に庁舎（鉄筋コンクリート造4階建。延床面積5,956㎡。建築面積2,041㎡）の庁舎が完成。1973年（昭和48年）に同敷地内に分庁舎（鉄筋コンクリート造2階建。延床面積255㎡。建築面積253㎡）が完成している。これらの庁舎は現在の庁舎建設後に解体された。

## 業務時間
月曜日から金曜日の8時30分から17時15分（土曜日・日曜日・祝日・年末年始を除く）

## 業務内容
3階
- 秘書広報課
- 危機管理室
- 政策推進課
- 総務課
- 行政経営課
- 人事課
- 都市計画課
- 建設総務課
- 土木課

2階
- 議場
- まちづくり推進課
- 産業振興課
- 上下水道課
- 文化スポーツ課
- 生涯学習課
- 教育総務課
- 教育研究所
- 議会事務局

1階
- 市民課
- 税務課
- 生活環境課
- 子育て支援課
- 会計課
- 福祉課
- 高齢介護課
- 管財課

## 事務所
駄知支所
- 土岐市駄知町1341番地の3

肥田支所
- 土岐市肥田町肥田1697番地の4

鶴里支所
- 土岐市鶴里町柿野1207番地の1

曽木支所
- 土岐市曽木町407番地の1の1

西部支所
- 土岐市下石町1060番地

## 交通アクセス
- JR中央本線「土岐市駅」下車、徒歩で約15分。